# 一硫化铂
一硫化铂是一种绿色固体，化学式 PtS。

## 存在
一硫化铂在自然界中以Cooperite的形式存在。

## 制备
一硫化铂可以由硫和铂反应而成:
{\displaystyle \mathrm {Pt+S\longrightarrow PtS} }

## 性质

### 物理性质
一硫化铂是四方晶系的，空间群 P42/mmc(No.131)，晶格参数 a = 347,00 pm 和c = 610,96 pm。

### 化学性质
一硫化铂不溶于酸、王水和碱。它在氯酸钾或硝酸钾存在下分解。